# Cochylidia
Cochylidia là một chi bướm đêm thuộc phân họ Tortricinae của họ Tortricidae.

## Các loài
- Cochylidia altivaga Diakonoff, 1976
- Cochylidia contumescens (Meyrick, 1931)
- Cochylidia heydeniana (Herrich-Schffer, 1851)
- Cochylidia implicitana (Wocke, in Herrich-Schffer, 1856)
- Cochylidia moguntiana (Rssler, 1864)
- Cochylidia richteriana (Fischer von Rslerstamm, 1837)
- Cochylidia rupicola (Curtis, 1834)
- Cochylidia subroseana (Haworth, [1811])

## Hình ảnh

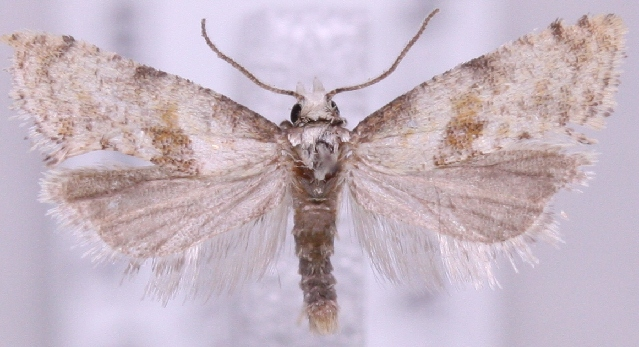
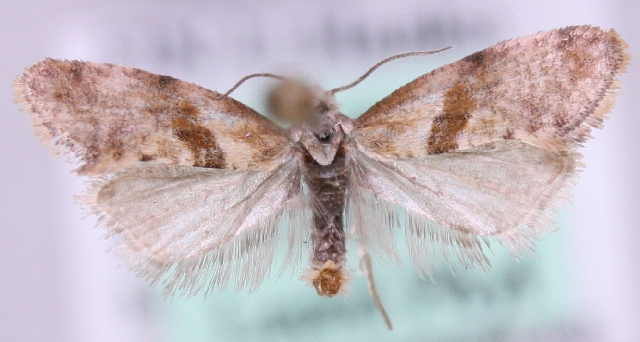
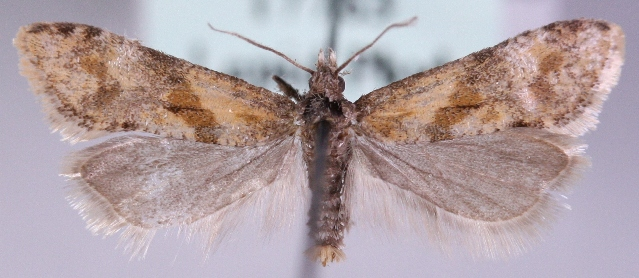
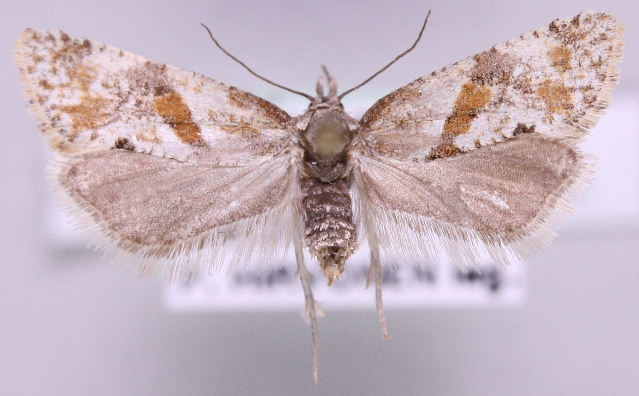